# التبيان في آداب حملة القرآن
التبيان في آداب حملة القرآن هو كتاب يحوي ما يجب على حامل القرآن الكريم من آداب، وأوصاف حفظته، وطلبته، وآداب معلم القرآن، وفضل تلاوته، وما أعد الله لأهل القرآن من إكرام. مؤلف الكتاب هو الإمام النووي ويتكون الكتاب من عشرة أبواب.

## فهرس الكتاب
- الباب الأول: في فضيلة تلاوة القُرآن وحملته.
- الباب الثاني: في ترجيح القراءة والقاري.
- الباب الثالث: في إكرام أهل القُرآن.
- الباب الرابع: في أداب مُعلِّمه ومُتَعَلمه.
- الباب الخامس: في آدابِ حامله.
- الباب السادس: في آداب القِراءة وهو معظم الكتاب، ومقصوده.
- الباب السابع: في آداب جميع النَّاس مع القُرآن.
- الباب الثامن: في الآيات والسور المستحبة في أوقات مخصوصة.
- الباب التاسع: في كتابة القُرآن، وإكرام المصحف.
- الباب العاشر: في ضبط الأسماء واللغات المذكور في الكتاب على ترتيب وقوعها.

## وصلات خارجية
- تحميل مختصر التبيان في آداب حملة القرآن